# Coleopholas zonodecta
Coleopholas zonodecta är en fjärilsart som beskrevs av Edward Meyrick 1939. Coleopholas zonodecta ingår i släktet Coleopholas och familjen signalmalar. Inga underarter finns listade i Catalogue of Life.